# The Best of Motörhead (DVD)
The Best of Motörhead è un DVD della band heavy metal britannica Motörhead, uscito nel 2002 per l'etichetta Sanctuary Records, che contiene canzoni già apparse nella VHS del 1986 Deaf Not Blind con l'aggiunta della traccia Motörhead.

## Tracce
1. Ace of Spades
2. Overkill
3. No Class
4. I Got Mine
5. Stay Clean
6. Iron Fist
7. The Chase Is Better than the Catch
8. Dead Men Tell No Tales
9. Shine
10. Capricorn
11. Poison
12. One Track Mind
13. Motörhead
14. Bomber

## Formazione
- Lemmy Kilmister - basso, voce
- "Fast" Eddie Clarke - chitarra
- Brian "Robbo" Robertson - chitarra
- Phil "Philthy Animal" Taylor - batteria
- Phil Campbell- chitarra
- Würzel - chitarra
- Pete Gill - batteria